# Новиков, Яков Матвеевич
Новиков Яков Матвеевич (1911—1966) — советский железнодорожный строитель. Герой Социалистического Труда (1958).

## Биография
Родился в 1911 году в Рязанской области.
С 1933 года в частях РККА.
С 1954 года участвовал в строительстве линии Новокузнецк — Абакан (участок от Абагура-Лесного до Бородино (ныне Томусинская), бригадир строительно-монтажного поезда № 193 управления «Сталинскстройпуть» . Подготовил более 10 специалистов-путейцев.

## Награды
- орден Ленина (09.08.1958),
- медаль «За доблестный труд в Великой Отечественной войне 1941—1945 гг.».